# Isaacus Hulthenius
Isaacus Nicolai Hulthenius, född 1599 i Hults församling, död där 1667, var en svensk präst.

## Biografi
Isaacus Hulthenius föddes natten efter den helige Mikaels dag 1599 i Hults församling. Han var son till kyrkoherden Nicolaus Hulthenius. Hulthenius studerade i Gränna, Jönköping och Norrköping. Han blev 1623 student vid Rostocks universitet och prästvigdes 1625. Hulthenius blev komminister i Edshults församling och 1641 kyrkoherde i Hults församling efter sin far. Han avled 1667 i Hults församling.

### Familj
Hulthenius gifte sig med Margaretha Nilsdotter. De fick tillsammans barnen hovsekreteraren Fredric Hulthenius i Stockholm, studenten Gabriel Hultenius i Uppsala och assessorn Alexander Hulthenius i Göta hovrätt.